# Nilsessjön
Nilsessjön är en sjö i Gävle kommun i Gästrikland och ingår i Dalälvens huvudavrinningsområde. Sjön har en area på 0,234 kvadratkilometer och ligger 72 meter över havet. Sjön avvattnas av vattendraget Ölboån.

## Delavrinningsområde
Nilsessjön ingår i det delavrinningsområde (670484-156561) som SMHI kallar för Inloppet i Ölbosjön (Norra). Medelhöjden är 75 meter över havet och ytan är 4,54 kvadratkilometer. Det finns inga avrinningsområden uppströms utan avrinningsområdet är högsta punkten. Ölboån som avvattnar avrinningsområdet har biflödesordning 2, vilket innebär att vattnet flödar genom totalt 2 vattendrag innan det når havet efter 63 kilometer. Avrinningsområdet består mestadels av skog (74 procent). Avrinningsområdet har 0,66 kvadratkilometer vattenytor vilket ger det en sjöprocent på 14,5 procent.